# Cei șase Napoleoni
„Cei șase Napoleoni” (în engleză The Adventure of the Six Napoleons) este una dintre cele 56 povestiri scurte cu Sherlock Holmes ale lui Sir Arthur Conan Doyle și a opta povestire din volumul Întoarcerea lui Sherlock Holmes.
Povestirea a fost publicată în hebdomadarul american Collier's Weekly din 30 aprilie 1904 și în revista Strand Magazine din mai 1904, cu ilustrații de Sidney Paget, apoi în volumul Întoarcerea lui Sherlock Holmes (în engleză The Return of Sherlock Holmes) editat la 7 martie 1905 de George Newnes Ltd din Anglia. 

## Rezumat

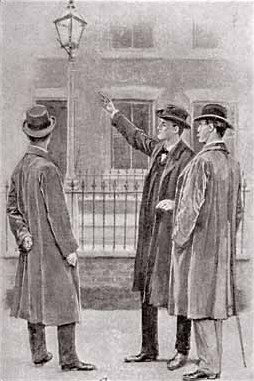
Holmes arătând cu mâna felinarul de pe stradă.

Inspectorul Lestrade de la Scotland Yard îi prezintă lui Holmes o problemă aparent banală despre un om care sparge busturi din ipsos ale lui Napoleon, realizate de sculptorul francez Devine. Unul a fost zdrobit în magazinul lui Morse Hudson, iar alte două, vândute de Hudson doctorului Barnicot, au fost sparte în casa medicului și într-un cabinet deținut de acesta. Spărgătorul a intrat prin efracție în casele doctorului Barnicot, dar nu a mai furat nimic altceva. Bustul din locuința doctorului a fost dus afară înainte de a fi spart. 
Holmes își dă seama că teoria lui Lestrade după care spărgătorul ar fi un nebun care îl urăște pe Napoleon este greșită. Spărgătorul a intrat prin efracție în case și a spart numai busturi turnate după același mulaj. 
A doua zi, Lestrade îl cheamă pe Holmes într-o casă unde a avut loc un incident asemănător, completat și cu o crimă. După ce a auzit un zgomot în casă, un ziarist pe nume Horace Harker a găsit un om mort la ușa lui. Bustul lui Napoleon, aflat în casă și care era identic cu cele trei, a fost furat de un hoț care a intrat pe o fereastră. În buzunarul mortului a fost găsită o fotografie a unui om care avea o figură asemănătoarea cu cea a unei maimuțe. Fragmentele bustului lui Harker au fost găsite în grădina din fața unei case nelocuite. Deoarece locul unde a fost spart bustul se afla lângă un felinar, era evident că hoțul a vrut să vadă ce face, el trecând pe lângă alte case nelocuite, dar unde era mai întuneric. 
Holmes îi spune Lestrade să-l anunțe pe Harker că este convins că vinovatul este un nebun, care-l urăște pe Napoleon. Deși este convins că acest lucru nu este adevărat, detectivul găsește oportun să se folosească de presă pentru a-l convinge pe vinovat că așa cred anchetatorii. 
Holmes vorbește cu cei doi negustori care au vândut busturile și află că acestea fuseseră confecționate de Gelder & Co., obținând și lista cu cei care le-au cumpărat. Unul dintre negustori îl identifică în fotografie pe Beppo, un imigrant italian. El a lucrat în magazinul lui Morse Hudson, părăsindu-și serviciul cu două zișe înainte de spargerea primului bust.

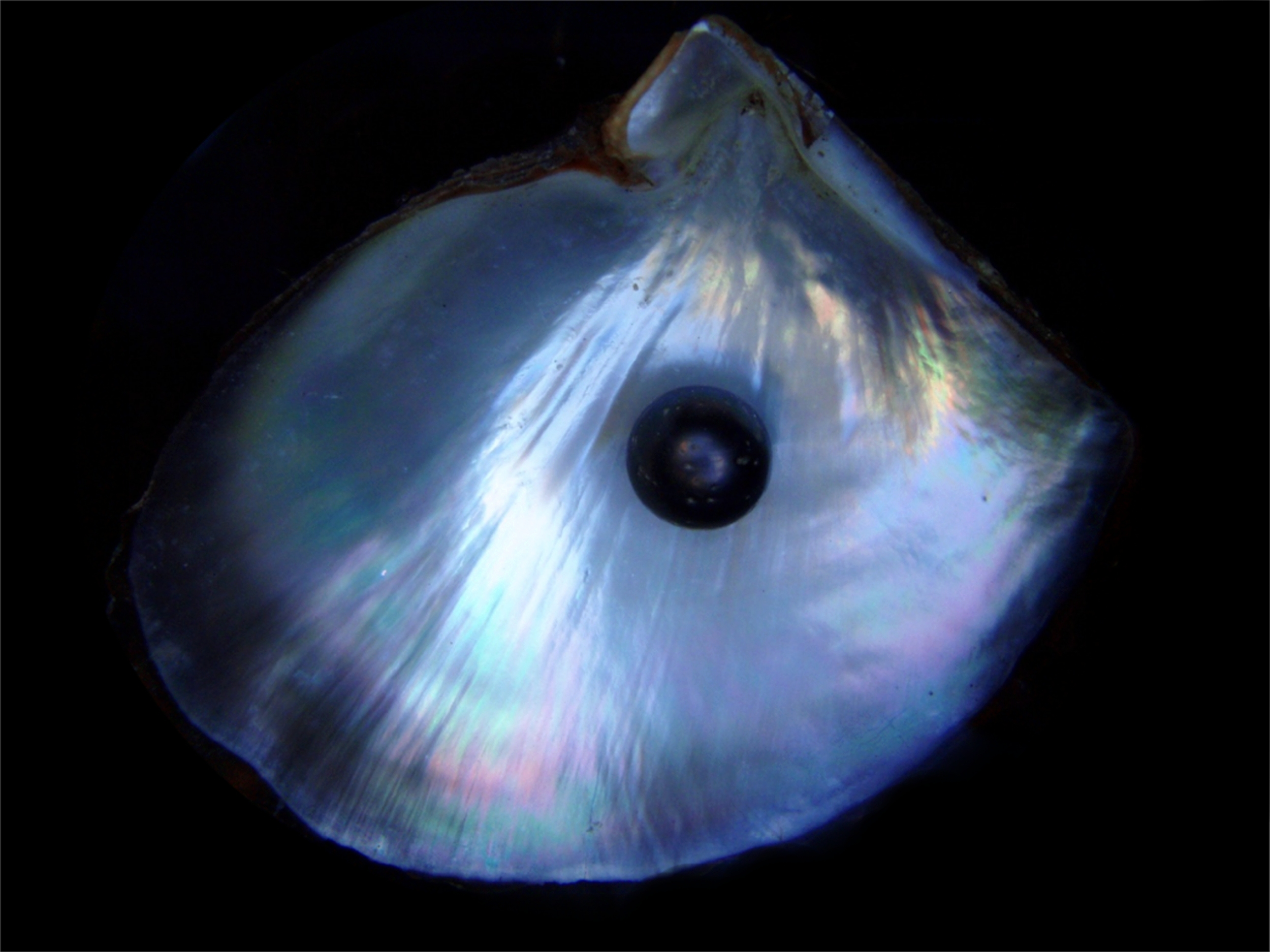
O perlă neagră într-o cochilie de scoică

Holmes se duce la Gelder & Co. și află că busturile făceau parte dintr-un lot de șase busturi, dar directorul firmei afirmă că acestea nu erau cu nimic deosebite de celelalte. El îl recunoaște în fotografie pe Beppo, pe care îl descrie ca fiind un ticălos. El a fost închis pentru că și-a înjunghiat un compatriot cu un an mai înainte, dar probabil că a fost eliberat. În momentul arestării, Beppo lucra la Gelder & Co, dar nu s-a mai întors acolo după eliberare. Vărul său încă mai lucra acolo, iar Holmes l-a implorat pe director să nu vorbească cu vărul lui Beppo.
În acea seară, Lestrade aduce vestea că omul mort a fost identificat ca fiind Pietro Venucci, un cuțitar periculos din Londra, care avea legături cu Mafia. Lestrade consideră că Venucci a fost trimis să-l omoare pe Beppo, dar a fost ucis de acesta. 

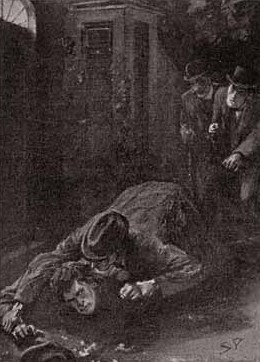
Capturarea lui Beppo

După ce trimite un mesaj urgent, Holmes îi invită pe doctorul Watson și pe Lestrade să meargă cu el la o casă din Chiswick unde Holmes se aștepta să-l găsească pe spărgător. Deși nu înțelege preocuparea detectivului pentru busturi, Lestrade este de acord să-l însoțească. Beppo apare, intră în casă și iese după câteva minute cu un bust în brațe, pe care-l distruge. El examinează apoi bucățile, în timp ce Holmes și Lestrade se furișează în spatele lui și-l imobilizează. Dus la poliție, Beppo refuză să vorbească despre motivul spargerii busturilor. 
În a doua zi, Holmes îi oferă 10 lire proprietarului ultimului bust din cele șase, făcându-l să semneze un document de transfer a tuturor drepturilor de proprietate către Holmes. După ce vânzătorul pleacă, Holmes sparge bustul și printre cioburile acestuia găsește o bijuterie, perla neagră a familiei Borgia. Holmes cunoștea cazul dispariției perlei, la care lucrase cu an mai înainte. Suspiciunea căzuse pe camerista prințesei de Colonna, o italiancă pe nume Lucretia Venucci – sora mortului. Beppo obținuse cumva perla de la Pietro Venucci și, fiind urmărit de poliție pentru a fi arestat, a ascuns-o într-un bust din ipsos încă moale de la fabrica unde lucra. 
După eliberare, când cele șase busturi fuseseră vândute, a aflat de la vărul său cine a cumpărat busturile și prin propriile sale eforturi a obținut lista cumpărătorilor. El a procedat la spargerea busturilor, pentru a găsi perla. 

## Personaje
- Sherlock Holmes
- doctorul Watson
- Lestrade – inspector la Scotland Yard
- Beppo – imigrant italian care a lucrat ca modelator
- Pietro Venucci – cuțitar italian din Londra, ucis de Beppo
- Lucretia Venucci – sora lui Pietro Venucci, a lucrat pe postul de cameristă a prințesei de Colonna
- Morse Hudson – negustor de obiecte de artă
- Horace Harker – ziarist
- Josiah Brown – proprietarul celui de-al șaselea bust; locuia la Reading

## Comentariu
În povestire este prezentată data de 20 mai ca data de plată a salariului lui Beppo din “anul anterior”. În acea perioadă ziua în care lucrătorii își primeau salariul era ziua de sâmbătă. Ziua de 20 mai a căzut sâmbăta în 1893 (în timpul „marelui hiatus”), iar mai devreme în 1882, o perioadă de relații tensionate și de adversitate între Holmes și Lestrade. Posibilitatea rămasă, 20 mai 1899, a fost o vreme în care relațiile între Holmes și Lestrade erau mult mai strânse. Logica presupune ca ultima zi de salariu a lui Beppo (și arestarea sa) să aibă loc în 1899, iar povestirea se petrece prin urmare în a doua jumătate a anului 1900, o dată general acceptată de cronologii lui Holmes.
Elementul de bază al acțiunii din "Cei șase Napoleoni" este similar cu cel din "Aventura rubinului albastru", al cărui mister provine de la un hoț care a ascuns o piatră prețioasă în gușa unei gâște asemănătoare cu altele din același cârd. 
SIXN, după cum este prescurtată povestirea în canon, este una dintre cele mai populare povestiri cu Sherlock Holmes scrise de Doyle. Aceasta se datorează în principal pentru că Lestrade își exprimă respectul său pentru activitatea lui Holmes, în pagina de final. 
Lestrade se comportă mai bine ca detectiv în această povestire decât în cel mai multe povestiri în care apare, el identificând omul ucis ceea ce îl face pe Holmes să-și dea seama de motivul căutării busturilor de către Beppo. Un aspect mai subtil identificat de Lestrade este faptul că acesta recunoaște o "emblemă catolică" de pe corpul mortului și se folosește de ea pentru a-i afla identitatea în ciuda ignoranței sale cu privire la icoanele sfinților.
Sir Arthur Conan Doyle face cu subtilitate o comparație între metodele de investigare a infracțiunilor (folosite de inspectorul Lestrade), folosite de poliție și de Scotland Yard și modul în care el crede că ar trebui să fie abordat un caz, folosindu-l pe Sherlock Holmes pentru a reprezenta metodologia sa ideală. Între cei doi se află doctorul Watson, observând și comentând atunci când cazul o cere. Lestrade, de exemplu, nu se deranjează să se intereseze de ceea ce pare a fi o problemă trivială cu un nebun. Sherlock Holmes, care pretinde că înțelege limitările gândirii lui Lestrade, știe că ceva e în neregulă și se concentrează asupra acelui aspect. De-a lungul investigațiilor, cei doi nu lucrează unul împotriva celuilalt, dar fiecare dintre ei caută să afle adevărul după metodele proprii. Lestrade se concentrează asupra crimei, pe care o consideră o infracțiune mai periculoasă decât spargerea. Holmes nu se lasă distras de moartea lui Venucci și încearcă să dea de urma perlei dispărute. 
Sherlock Holmes apelează la lege pentru a-l aresta pe Beppo, deoarece Lestrade are puterea și autoritatea să-l aresteze pe loc, în timp ce Holmes nu o poate face. 
În Canonul lui Sherlock Holmes, Watson înregistrările criticile lui Holmes cu privire la metodele poliției, dar atunci când Lestrade îi aduce laude lui Holmes pentru munca sa, numind-o „iscusită”, ca și cum acesta ar fi cel mai mare compliment pe care i-l putea aduce cineva, Holmes este "mai emoționat ca niciodată". Acesta este unul dintre cazurile rare în care o altă persoană îi produce detectivului o reacție emoțională. Atunci când Lestrade îl asigură că cei de la Scotland Yard sunt mândri de Holmes și nu geloși pe succesul lui, calmul său proverbial este atins. 
Deși el apare în lucrările publicate mai târziu, aceasta este una dintre ultimele apariții ale lui Lestrade în cadrul canonului. După aceasta, el mai este menționat de Holmes sau Watson în „Cum a dispărut lady Frances Carfax” și în „Aventura celor trei Garrideb”, ca un membru al echipelor de anchetatori ale Scotland Yard-ului.

## Adaptări teatrale și cinematografice
Această povestire a servit ca sursă de inspirație pentru al șaptesprezecelea film cu Sherlock Holmes (filmat în 1922) din seria de filme mute cu Eille Norwood.
The Pearl of Death este un film cu Sherlock Holmes produs în 1944 și a cărui acțiune se inspiră vag din "Cei șase Napoleoni". 
Emisiunea TV Adventures of Superman, episodul 4, "The Mystery of the Broken Statues" (1952), se bazează pe această povestire. 
Povestirea "Cei șase Napoleoni" a fost adaptată în 1965 pentru un episod (episodul 6) al serialului TV Sherlock Holmes (realizat de BBC) cu actorii Douglas Wilmer și Nigel Stock. 
O nouă adaptare a fost realizată în 1967 pentru un episod (episodul 2) al serialului german de televiziune Sherlock Holmes (realizat de Westdeutscher Rundfunk Köln) cu actorii Erich Schellow (Sherlock Holmes) și Paul Edwin Roth (dr. Watson).
O nouă adaptare a fost realizată în 1986 pentru serialul de televiziune Sherlock Holmes realizat de Granada Television cu Jeremy Brett în rolul principal. Acest episod este al șaptelea (și ultimul) al celui de-al treilea sezon. Această versiune este fidelă textului original — deși există unele diferențe. În povestea originală, Beppo este capturat după ce l-a ucis pe Venucci, iar pedeapsa lui nu este dezvăluită publicului; în episodul TV, Beppo a fost deținut în închisoare timp de un an după ce l-a rănit pe Venucci într-o încăierare, iar la sfârșitul filmului Beppo este spânzurat.

## Traduceri în limba română
- O întîmplare cu șase Napoleoni - în volumul Coama leului (Ed. Tineretului, București, 1966) - traducere de Andrei Bantaș
- O întîmplare cu șase Napoleoni - în volumul Coama leului (Casa Editorială Odeon, București, 1991) - traducere de Andrei Bantaș
- Cei șase Napoleoni - în volumul Aventurile lui Sherlock Holmes. Vol. III (Colecția Adevărul, București, 2010) - traducere de Silvia Stan
- Cei șase Napoleoni - în volumul Aventurile lui Sherlock Holmes. Vol. III (Colecția Adevărul, București, 2011) - traducere de Silvia Stan